# Maurice Estève
Maurice Estève (Culan, 2 maggio 1904 – Culan, 27 giugno 2001) è stato un pittore francese.

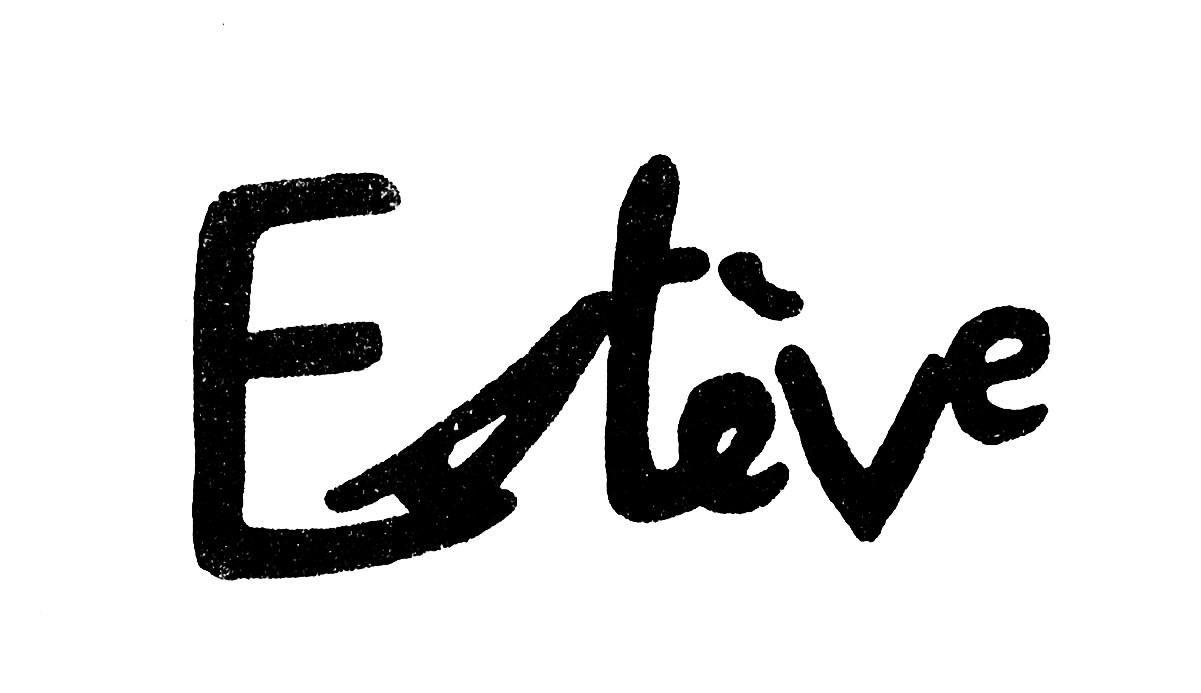
Firma del pittore

Nel 1928 aderì al cubismo, ispirato notevolmente da Paul Cézanne. Nel 1949 realizzò una prima litografia per la raccolta di poesie di Jean Lescure, La plaie ne se ferme pas; negli anni successivi lavorera sovente con questo mezzo. Realizzò nel 1957 le vetrate della chiesa di Bassecourt, nello Giura svizzero. Dal 1969 sui dedicò anche al collage. Gli venne assegnato nel 1970 il grand prix national des arts.